# CrazySexyCool: The TLC Story
CrazySexyCool: The TLC Story è un film TV del 2013 incentrato sulla storia del gruppo musicale TLC.

## Trama
Dopo aver riassunto la storia della loro infanzia, il film descrive l'ascesa, il successo e la vita personale delle tre componenti delle TLC (Rozonda Thomas, Tionne Watkins, Lisa Lopes), soffermandosi anche su altri noti artisti musicali e produttori discograficiche hanno preso parte alla loro carriera e vita privata.

## Produzione
Rozonda Thomas e Tionne Watkins, uniche due componenti del gruppo ancora in vita durante la realizzazione del film, hanno preso parte alla produzione dell'opera.

## Distribuzione
Mandato in onda per la prima volta durante la prima serata del 21 ottobre 2013, per poi essere trasmesso anche in altre occasioni. L'opera è stata inoltre distribuita anche su DVD e Blu Ray.

## Accoglienza

### Pubblico
Durante la premiere il film è stato guardato da 4,5 milioni di spettatori, diventando così la produzione originale di VH1 più guardata di sempre.

### Critica
Sull'aggregatore Metacritic il film ottiene un punteggio di 57 su 100 basato su 6 critiche.